# Валентна зона
Валентна зона е енергийна област на разрешените състояния на електроните в твърдо тяло, запълнена с валентни електрони.
Ширината на валентната зона е разликата между най-високата и най-ниската енергия, която могат да имат електроните в нея. На фигурата вдясно е показано положението и ширината на валентна зона за различни типове материали: метал, полуметал, полупроводник и изолатор (диелектрик).
При металите границата между валентната зона и зоната на проводимост е нивото на Ферми EF. При полуметалите валентната зона частично се припокрива със зоната на проводимост (например за натрий Na). Те нямат забранена зона, за разлика от полупроводниците и диелектриците.
В полупроводниците при температура на абсолютната нула (Т = 0 K) валентната лента е напълно запълнена с електрони и електроните не допринасят за електрическата проводимост и други кинетични ефекти, причинени от външни полета.
При T > 0 K се получава топлинно генериране на токоносители (носители на заряд), в резултат на което част от електроните придобиват допълнителна енергия преминават на енергетични нива̀ в по-горната зона на проводимост или на нива̀та на примеси в забранената зона. При това във валентната лента се образуват дупки, които участват заедно с електроните от зона на проводимост в пренасянето на електрически ток. Дупките във валентната лента могат да възникнат и при нетоплинно възбуждане на полупроводник – осветяване, облъчване с поток от йонизиращи частици, въздействие на силно електрическо поле, което причинява лавинен пробив в полупроводника и др.
Електроните са разпределени неравномерно по енергетични нива в дадена зона, включително и във валентната зона. Най-голям е броят на електроните на средното енергетично ниво в зоната и плавно намалява към краищата ѝ. На енергийните зонови диаграми вляво са изобразени разпределенията на електроните по енергетични нива за метали, полуметали, полупроводници и изолатори (диелектрици). При металите и полуметалите има междинна зона с различна форма около нивото на Ферми, в която валентната зона плавно преминава в зона на проводимост. Броят на електроните с енергията на Ферми при металите е най-голям и намалява към краищата на зоната, а при полуметалите е минимален и нараства към краищата на междинната област. При полупроводниците и изолаторите броят на електроните на енергетичното ниво на Ферми е нула и около него се образува забранената зона.